# Onthophagus pygmaeus
Onthophagus pygmaeus es una especie de insecto del género Onthophagus, familia Scarabaeidae, orden Coleoptera.

Fue descrita científicamente por Schaller en 1783.